# Murrayfield Stadium
Murrayfield Stadium (ook bekend als Murrayfield) is een stadion dat ligt in de wijk Murrayfield in het westen van Edinburgh, de hoofdstad van Schotland. De eigenaar van het stadion is de Schotse rugbybond SRU. Het nationale rugbyteam van Schotland speelt dan ook veel van zijn thuiswedstrijden in Murrayfield. Het stadion is gebouwd in 1925 en heeft na een aantal renovaties een capaciteit van 67.800 zitplaatsen.

## Gebruik
Het nationale rugbyteam speelt de thuiswedstrijden om het Zeslandentoernooi in Murrayfield. De meeste vriendschappelijke wedstrijden worden ook in Murrayfield gespeeld, alhoewel in de laatste jaren ook wedstrijden zijn gespeeld in Hampden Park in Glasgow en McDiarmid Park in Perth.
Het stadion is ook gebruikt tijdens drie wereldkampioenschappen rugby, die van 1991,1999 en 2007.
De finale van de Heineken Cup, het Europese bekertoernooi voor clubteams, werd in 2005 gespeeld op Murrayfield.
Naast rugby wordt het stadion ook gebruikt voor wedstrijden rugby league en rugby sevens, evenals wedstrijden American football.
Soms worden er ook voetbalwedstrijden gehouden in Murrayfield. Zo gebruikte de lokale voetbalclub Heart of Midlothian FC het stadion voor haar Europese wedstrijden omdat het eigen stadion Tynecastle niet voldeed aan de eisen van de UEFA.
Naast sportwedstrijden is het stadion ook gebruikt voor een aantal grote concerten. Bekende artiesten die in Murrayfield hebben opgetreden zijn o.a. David Bowie, U2 en Red Hot Chili Peppers.
Direct naast het Murrayfield Stadium ligt een ijsstadion, de Murrayfield Ice Rink. Hier worden ijshockeywedstrijden gespeeld.

## Historie
De Schotse rugbybond SRU kocht een stuk grond in de wijk Murrayfield om daar een eigen stadion te bouwen. Op 21 maart 1925 werd het stadion geopend. Dit gebeurde met een rugbywedstrijd tussen Schotland en Engeland. Schotland won deze wedstrijd met 14-11, waardoor ze het vijflandentoernooi van 1925 wisten te winnen, voor het eerst met een grand slam. Voor de ingebruikname van Murrayfield, speelde het Schotse rugbyteam in Inverleith.
Tijdens de Tweede Wereldoorlog werd het stadion gegeven aan de natie en werd zo door het leger gebruikt als opslagplaats.
De wedstrijd op 1 maart 1975 tussen Schotland en Wales voor het vijflandentoernooi (geëindigd in 12-10) trok 104.000 toeschouwers. Er stonden nog honderden supporters buiten, sommigen zelfs met een kaartje, die niet meer in het stadion pasten. Dit is lange tijd een record geweest wat betreft het aantal toeschouwers bij een rugbywedstrijd.